# Chiropodomys
Chiropodomys (Peters, 1869) è un genere di Roditori della famiglia dei Muridae.

## Descrizione

### Dimensioni
Al genere Chiropodomys appartengono roditori di piccole dimensioni, con lunghezza della testa e del corpo tra 66 e 122 mm, la lunghezza della coda tra 85 e 171 mm e un peso fino a 43 g.

### Caratteristiche craniche e dentarie
Il cranio ha una scatola cranica estremamente ampia e arrotondata, un rostro relativamente corto e delle creste sopra-orbitali sviluppate. Il palato è largo. La bolla timpanica è piccola.
Sono caratterizzati dalla seguente formula dentaria:

### Aspetto
La pelliccia è corta, densa e lanosa. La coda è più lunga della testa e del corpo, è ricoperta fittamente di peli e solitamente termina con un ciuffo. Non è prensile. I piedi sono adattati alla vita arboricola. Hanno dei grossi cuscinetti plantari. Il quinto dito è munito di un artiglio ed è lungo quanto il secondo. L'alluce è corto, privo dell'artiglio e pienamente opponibile. Il mignolo della mano è munito di artiglio, mentre il pollice è ridotto ad un grosso tubercolo. Le femmine hanno due paia di mammelle inguinali.

## Distribuzione
Questo genere è diffuso nell'Ecozona orientale.

## Tassonomia
Il genere comprende 6 specie.
- Chiropodomys calamianensis
- Chiropodomys gliroides
- Chiropodomys karlkoopmani
- Chiropodomys major
- Chiropodomys muroides
- Chiropodomys pusillus